# Simonsiella
Simonsiella é um gênero de bactérias gram-negativas em forma de bastonete, comuns na cavidade oral de diversos animais, nomeadamente de cães.